# 濱益郡
濱益郡（日语：〔〕／ Hamamasu gun */?）為過去日本北海道石狩支廳轄下的郡，轄區包含現在石狩市的北部地区。已於2005年10月1日因無管轄町村而廢除。

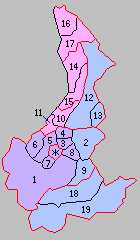
北海道一・二級町村制施行時滨益郡下辖町村（16.滨益村 17.黄金村 桃色：石狩市）

郡名源自阿伊努語的「maskin-i」（多的地方）或「mas-ke」（有海鷗的地方）。該地名為「增毛」的詞源，但由於該地名後移給北部的新居民點，因此在原所在地前加上「濱」字以示區別。也有觀點認為來自「amam-suke」（煮糧食）。

## 沿革
- 1869年8月15日：北海道設置11國86郡，石狩國濱益郡成立。
- 1897年11月：北海道實施支廳制，此時濱益郡下轄茂生村、群別村、川下村、尻苗村、清水村、柏木村、實田村。[2]（7村）
- 1902年4月1日：茂生村、群別村合併為濱益村，川下村、尻苗村、清水村、柏木村、實田村合併為黃金村，兩村皆成為北海道二級村。（2村）
- 1907年4月1日：黃金村併入濱益村，並成為北海道一級村。（1村）
- 2005年10月1日：濱益村和厚田郡厚田村併入石狩市；同時濱益郡因無管轄町村而廢除。